# Andrius Pojavis
Andrius Pojavis (Jurbarkas, RSS de Lituania, Unión Soviética, 25 de noviembre de 1983) es un cantante y compositor lituano. Pojavis representó a su país en el Festival de la Canción de Eurovisión 2013 celebrado en Malmö, Suecia con la canción "Something". Finalizó en 22.º puesto en la final.

## Carrera
Pojavis comenzó a cantar a temprana edad, y durante la escuela secundaria tocó en una banda llamada No Hero. Después de graduarse de la secundaria, Pojavis se mudó a Vilna donde logró conseguir titularse de estudios de Historia en la Universidad Lituana de Ciencias Educacionales y participó en varios grupos, incluyendo Hetero, con quiénes ganó el concurso EuroRock en 2006. Más tarde, se trasladó a Irlanda, donde vivió por un año, y comenzó a trabajar en material como solista. En 2012, Pojavis empezó a grabar su propio álbum debut en el estudio Massive Arts en Milán, Italia. Su primer sencillo "Traukiniai" fue un año más tarde, colocado dentro de los veinte sencillos en las listas de éxitos de su país, y su posterior video musical se publicó en la televisión nacional. Seguido a este éxito, Pojavis lanzó su álbum debut Aštuoni obteniendo éxito comercial y la aclamación de la crítica en su natal Lituania. Pojavis actualmente está residiendo en Valencia, España con su esposa y sus dos hijas.